# 강병원
강병원(姜炳遠, 1970년 3월 16일~)은 대한민국의 정치인으로 제20·21대 국회의원이다. 은평구에 위치한 신도초등학교, 대성중학교, 대성고등학교를 졸업했다. 1994년 서울대학교 총학생회장을 지냈고, 노무현 대통령후보 수행비서, 노무현대통령 청와대 행정관을 지냈다.

## 학력
- 서울신도국민학교(졸)
- 대성중학교(졸)
- 대성고등학교(졸)
- 서울대학교 농경제학과 학사(89학번, 1989. 2.~1996. 8.)

## 경력
- 1994:서울대학교 총학생회 회장
- 1998~1999: ㈜대우인터네셔널 무역부문
- 2002: 제16대 대통령선거 새천년민주당 노무현 후보 수행비서
- 2003: 제16대 대통령직 인수위원회 행정관
- 2003~2007: 대통령비서실 행정관
- 2011. 1.~2017. 7. 사람사는세상 노무현재단 기획위원
- 2011: ㈜글로원씨앤티 대표이사
- 2011: 민주당 전략기획위원회 부위원장
- 2012: 제19대 국회의원 선거 전북 고창군·부안군 민주통합당 국회의원 예비후보
- 2012. 8.~2013. 5. 민주통합당 홍보위원회 부위원장
- 2012. 9.~2012. 12. 제18대 대통령선거 민주통합당 문재인 후보 선거대책위원회 직능특보실 부실장
- 2015. 4.~2015. 12. 새정치민주연합 부대변인
- 2015. 12.~2016. 8. 더불어민주당 부대변인
- 2016. 3.~2024. 5. 더불어민주당 서울특별시당 은평구 을 지역위원회 위원장
- 2016년 4월 13일: 대한민국 제20대 국회의원 선거 당선(서울 은평구 을, 더불어민주당, 초선)
- 2016. 5.~2017. 5. 더불어민주당 원내부대표
- 2016. 10.~ 더불어민주당 서울특별시당 을지키는민생실천위원회(을지로위원회) 위원장
- 2016. 11.~2018. 8. 더불어민주당 전국청년위원회 운영위원
- 2016. 12.~2018. 8. 더불어민주당 환경특별위원회 위원장
- 2017. 3.~2017. 5. 제19대 문재인 대통령 후보 국민주권선거대책위원회 특보단 환경노동특보단장, 유세본부 부본부장, 종합상황본부 단장
- 2017. 3.~2018. 8. 더불어민주당 중앙당 을지키는민생실천위원회(을지로위원회) 운영위원
- 2017. 6.~2018. 5. 더불어민주당 정책위원회 상임부의장
- 2017. 7.~: 사람사는세상 노무현재단 상임운영위원
- 2017. 7.~2018. 8. 더불어민주당 생활화학제품안전특별위원회 위원장
- 2017. 8.~2018. 8. 더불어민주당 적폐청산위원회 위원
- 2018. 5.~2019. 5. 더불어민주당 원내대변인
- 2018. 10.~2020. 9. 더불어민주당 자치분권정책협의회 지방혁신균형발전추진단 추진위원
- 2018. 10.~2020. 9. 더불어민주당 동북아평화협력특별위원회 위원
- 2019. 2.~2020. 9. 더불어민주당 도시재생위원회 위원
- 2019. 5.~2021. 4. 국가기후환경회의 위원(정당)
- 2020년 4월 15일: 대한민국 제21대 국회의원 선거 당선(서울 은평구 을, 더불어민주당, 재선)
- 2020. 9.~2021. 5. 더불어민주당 정책위원회 선임부의장
- 2020. 11.~ 민주주의 4.0 연구원 이사
- 2021. 5.~2022. 3. 더불어민주당 최고위원

### 의정 활동

#### 제20대 국회
- 2016. 5.~2020. 5. 제20대 국회의원(서울 은평구 을, 더불어민주당, 초선)
  - 2016. 6.~2017. 5. 제20대 국회 운영위원회 위원
  - 2016. 6.~2018. 4. 제20대 국회 환경노동위원회 위원
  - 2017. 6.~2018. 5. 제20대 국회 예산결산특별위원회 위원
  - 2017. 12.~2018. 5. 제20대 국회 미세먼지대책 특별위원회 위원
  - 2018. 5.~2019. 5. 제20대 국회 후반기 운영위원회 위원
  - 2018. 7.~2020. 5. 제20대 국회 후반기 기획재정위원회 위원

- 자동차 인증 위반행위에 부과하는 과징금을 매출액의 3%에서 5%로, 차종당 100억원으로 한정돼 있던 것을 500억원으로 대폭 상향하는 내용을 골자로 한 '폭스바겐 재발 방지법'을 대표 발의해 통과시켰다.[2]
- 발암물질 금지법(화학물질관리법 개정안)을 통과시켜 고독성물질을 취급하는 사업장이 사용 및 배출저감계획을 수립하고 이행할 수 있는 제도를 구축했다.
- 미세먼지특별법을 발의했으며 2019년 2월 15일 법 시행에 따라, 미세먼지 저감을 위한 조치들이 추진되고 있다. 서울시의 경우 고농도 미세먼지 비상저감조치가 발령되면 배출가스 5등급 차량의 운행을 다음날 오전 6시부터 오후 9시까지 제한한다. 그리고 행정기관과 공공기관 소속 임직원 차량 2부제가 적용된다.[3]
- ‘양진호 회장 갑질 사건’으로 주목을 받았던 직장내괴롭힘 방지법을 발의[4]했다. 이 법은 2018년 12월 27일 국회 본회의를 통과했다.[5]
- <대기관리권역 대기질 개선에 관한 특별법안>, <대기환경보전법 일부개정법률안>, <항만 대기질 특별법> 등이 2019년 3월 13일 국회 본회의를 통과했다. <대기관리권역 대기질 개선에 관한 특별법안>, <대기환경보전법 일부개정법률안>은 2017년 6월 맘카페 엄마들, 시민단체와 함께 만들고 대표발의한 ‘푸른하늘 3법’ 중 두 번째, 세 번째 법이다.[6]

#### 제21대 국회
- 2020. 5.~2024. 5. 제21대 국회의원(서울 은평구 을, 더불어민주당, 재선)
  - 2020. 6.~2022. 3. 제21대 국회 전반기 보건복지위원회 위원
  - 2020. 7.~2024. 5. 국회수소경제포럼 구성의원
  - 2021. 6.~2022. 3. 제21대 국회 전반기 보건복지위원회 예산결산심사소위원회 위원장
  - 2021. 6.~2022. 3. 제21대 국회 전반기 보건복지위원회 제1법안심사소위원회 위원
  - 2022. 3.~2022. 5. 제21대 국회 전반기 국방위원회 위원
  - 2022. 4.~2022. 5. 제21대 국회 국무총리(한덕수) 임명동의에 관한 인사청문특별위원회 간사
  - 2022. 7.~2023. 6. 제21대 국회 후반기 정무위원회 위원
  - 2023. 6.~2024. 5. 제21대 국회 후반기 행정안전위원회 간사

## 수상이력
- 2016 더불어민주당 국정감사 우수의원상
- 2017 2016 국회사무처 입법 및 정책개발 최우수 국회의원
- 2017 더불어민주당 국정감사 우수의원상
- 2017 한국환경회의 국정감사 환경부문 베스트 의원
- 2017 경제정의실천시민연합 국정감사 우수의원
- 2017 국정감사NGO모니터단 우수의원상
- 2017 한국환경전문기자협회 올해의 환경인상
- 2018 2017 국회사무처 입법 및 정책개발 우수 국회의원
- 2018 더불어민주당 국정감사 우수의원상
- 2019 환경재단 미세먼지센터 제1회 맑은하늘상

## 20대 국회의원 선거
2015년 12월 15일, 은평 을 선거구에 예비후보로 등록하고 선거 운동을 시작하였고, "연신내 행운식당 둘째아들"과 "행복할 권리"를 슬로건으로 사용했다. 2016년 4월 13일 대한민국 제20대 국회의원 선거에서 여당 거물 이재오 의원을 꺾고 당선되었다.

## 저서
- 어머니의 눈물, 화암, 2012. 3. 31.ISBN 9788997445059

### 공저
- 대통령 보고서(청와대 비서실의 보고서 작성법), 위즈덤하우스, 2007. 7. 13. ISBN 9788960860292

## 역대 선거 결과
|  | 36.74% |

|  | 57.41% |

## 같이 보기
- 서울 은평구의 국회의원
- 은평구 을